# Unione Sportiva Sanremese 1957-1958
Questa voce raccoglie le informazioni riguardanti l'Unione Sportiva Sanremese nelle competizioni ufficiali della stagione 1957-1958.

## Rosa
| N. |                   | Ruolo | Calciatore           |
| -- | ----------------- | ----- | -------------------- |
|    | Italia (bandiera) | C     | Francesco Barbarossa |
|    | Italia (bandiera) | C     | Guido Billet         |
|    | Italia (bandiera) | D     | Battista Boazzo      |
|    | Italia (bandiera) | D     | Iginio Borriello     |
|    | Italia (bandiera) | P     | Gianfranco Borro     |
|    | Italia (bandiera) | D     | Paolo Cirri          |
|    | Italia (bandiera) | D     | Marcello Cordone     |
|    | Italia (bandiera) | C     | Amerigo Curti        |
|    | Italia (bandiera) | A     | Bruno Dian           |
|    | Italia (bandiera) | C     | Alfredo Giorgi       |
|    | Italia (bandiera) | A     | Dino Lanuzzi         |
|    | Italia (bandiera) | C     | Armando Manea        |

| N. |                      | Ruolo | Calciatore           |
| -- | -------------------- | ----- | -------------------- |
|    | Italia (bandiera)    | A     | Marco Livio Novi     |
|    | Italia (bandiera)    | A     | Pietro Pasqualini    |
|    | Italia (bandiera)    | P     | Giancarlo Piva       |
|    | Argentina (bandiera) | A     | Orlando Rao          |
|    | Italia (bandiera)    | C     | Angelo Repetto       |
|    | Italia (bandiera)    | C     | Piero Ribechini      |
|    | Italia (bandiera)    | P     | Ezio Rivoire         |
|    | Italia (bandiera)    | D     | Gianfelice Schiavone |
|    | Italia (bandiera)    | A     | Mario Segato         |
|    | Italia (bandiera)    | C     | Ferruccio Tortorese  |
|    | Italia (bandiera)    | A     | Ettore Trevisan (II) |
|    | Italia (bandiera)    | A     | Pietro Trevisan (I)  |